# Bambuszrügy
A bambuszrügy a bambuszok talajból kibújt fiatal hajtása, mely sok bambuszfaj esetén ehető, az ázsiai konyhák egyik kedvelt alapanyaga. Egészséges ételnek tartják, magas a fehérje, aminosav, élelmi rost és vitamin- valamint ásványianyag-tartalma, ugyanakkor alacsony a zsírtartalma. Többek között B1-vitamin, B3-vitamin, A-vitamin, B6-vitamin és E-vitamin található benne, valamint gazdag káliumban, foszforban, nátriumban, kalciumban, magnéziumban és vasban is.
A bambuszrügy a maniókához hasonlóan cianogén-glikozidokat tartalmaz, melyek mérgezőek, így csak alapos hőkezelés vagy hosszú ideig tartó, gyakori vízcserés áztatás után fogyasztható. A már feldolgozott, konzerv vagy üveges formában értékesített bambuszrügy már átesett ilyen kezelésen.

## Ehető fajok
Az alábbi bambuszfajok rügyei fogyaszthatóak (nem teljes lista):
- Phyllostachys edulis (孟宗竹, 江南竹)
- Phyllostachys bambusoides (桂竹)
- Dendrocalamus latiflorus (麻竹)
- kínai óriás bambusznád (Bambusa oldhamii, 綠竹)
- Bambusa odashimae (烏腳綠竹)
- Fargesia spathacea (箭竹)
- Bambusa blumeana (刺竹)

## Galéria

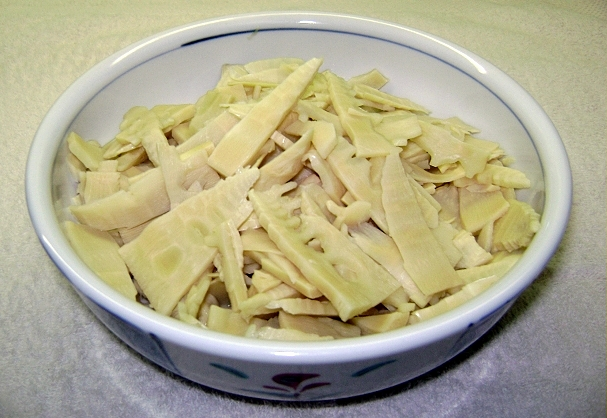
Párolt rjokucsiku (リョクチク), azaz kínai óriás bambusznád
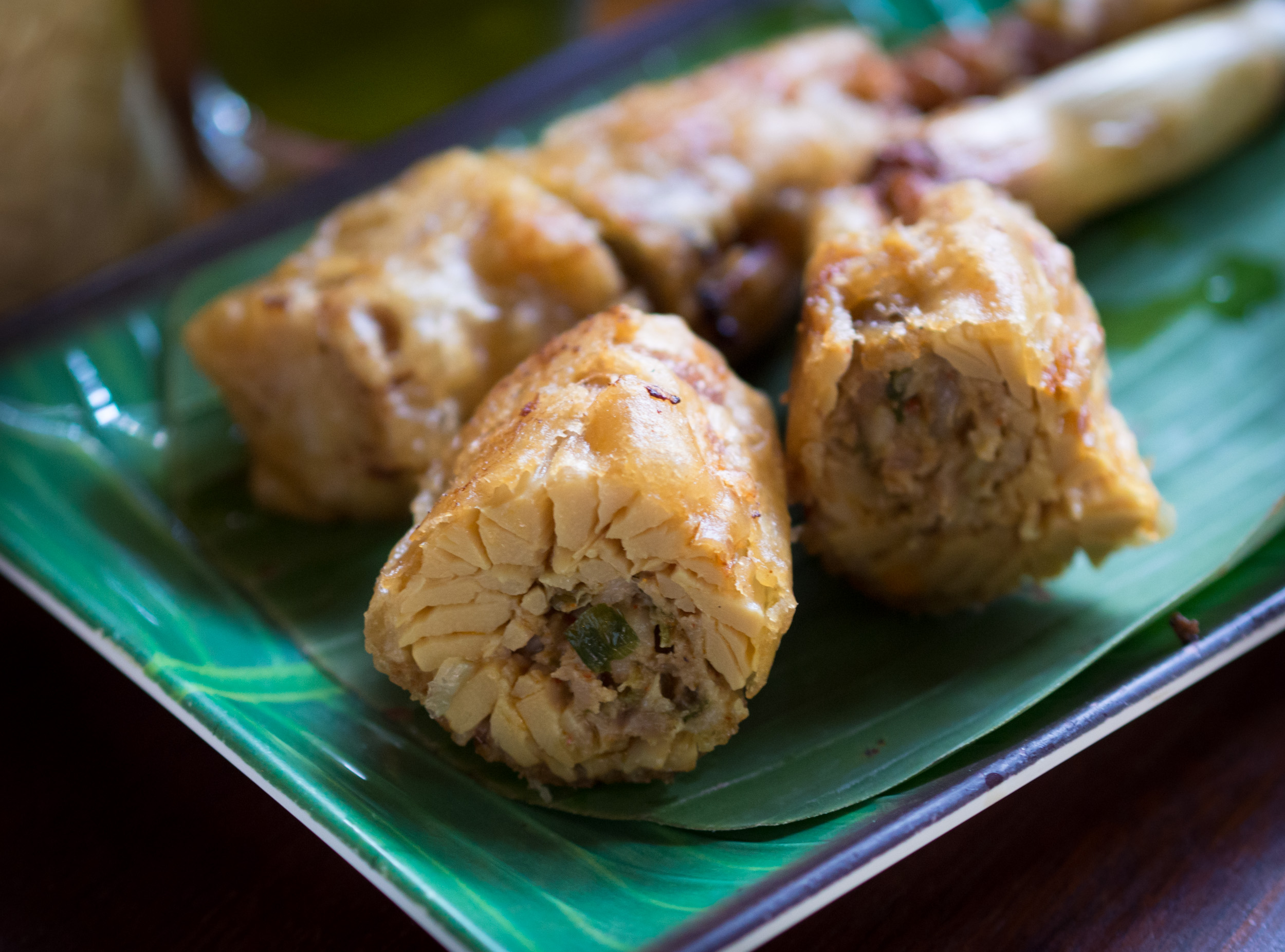
Bő olajban sütött bambuszrügy darált sertéshússal, thai étel
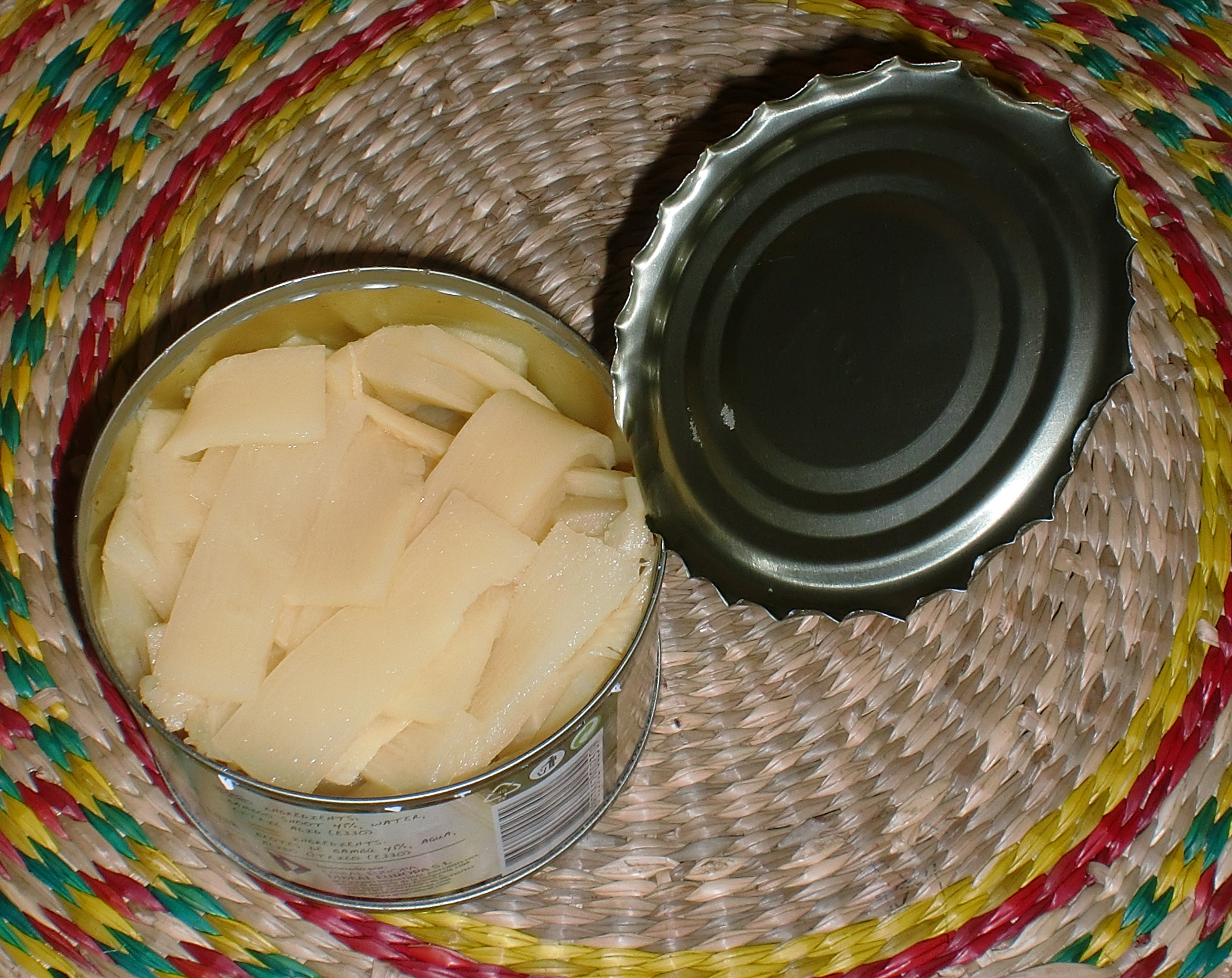
Bambuszrügykonzerv